# Secuencia de Riesz
En matemáticas, una secuencia de vectores (xn) en un espacio de Hilbert {\displaystyle (H,\langle \cdot ,\cdot \rangle )} es una secuencia de Riesz si existen constantes {\displaystyle 0<c\leq C<+\infty } tal que
{\displaystyle c\left(\sum _{n}|a_{n}|^{2}\right)\leq \left\Vert \sum _{n}a_{n}x_{n}\right\Vert ^{2}\leq C\left(\sum _{n}|a_{n}|^{2}\right)}
para todas las secuencias de escalares (an) en el espacio ℓ2.  Una secuencia de Riesz es llamada base de Riesz si
{\displaystyle {\overline {\mathop {\rm {span}} (x_{n})}}=H} .

## Teoremas
Si H es un espacio finito, entonces toda base de H es una base de Riesz.
Dado {\displaystyle \varphi } en el espacio Lp L2(R), y sea
{\displaystyle \varphi _{n}(x)=\varphi (x-n)}
y sea {\displaystyle {\hat {\varphi }}} la transformada de Fourier de {\displaystyle {\varphi }}. Dadas las constantes c y C con {\displaystyle 0<c\leq C<+\infty }. Entonces tenemos las siguientes equivalencias:
{\displaystyle 1.\quad \forall (a_{n})\in \ell ^{2},\ \ c\left(\sum _{n}|a_{n}|^{2}\right)\leq \left\Vert \sum _{n}a_{n}\varphi _{n}\right\Vert ^{2}\leq C\left(\sum _{n}|a_{n}|^{2}\right)}
{\displaystyle 2.\quad c\leq \sum _{n}\left|{\hat {\varphi }}(\omega +2\pi n)\right|^{2}\leq C}
La primera de las condiciones es la definición para que ({\displaystyle {\varphi _{n}}}) forme una base de Riesz para el espacio generado por ({\displaystyle {\varphi _{n}}}).